# Данил Сисојев
 Данил Сисојев (рус. Дании́л Алексе́евич Сысо́ев; Москва, 12. јануар 1974  - Москва, 19. новембар 2009) је руски православни свештеник и мисионар. Његов мисионарски рад није био потуно прихваћен међу православним, док су га муслимани често позивали на различите дискусије. На овим дискусијама отац Данил је износио учења Православне цркве.

### Живот
Данил Сисојев рођен је у Москви у православној, оцрковљеној породици, 12. јануара 1974. године. Васпитаван је у православном духу, кроз житија светих које му је читала његова мајка. Кроз своје школовање упознао је атеистичке ставове, док је кроз породично васпитање упознао религију, тако да је његова одлука да буде верник била потпуно свесно донесена. 
Због своје жеље да постане свештеник, по завршетку основне школе, 1991. године, уписује семинариј Московске духовне академије. 
1995. године Данил Сисојев завршава семинарију након чега је био рукоположен за ђакона. Исте године се и оженио. У том периоду почиње да предаје у православној гимназији "Јесењево".
Мисионарски рад започиње 1996. године у Центру за бригу о душама светог праведног Јована Кронштатског, где се сусретао са људима који су били у сектама или су се бавили окултизмом. Успевао је да их извуче, многе од њих је и превео у Православље.
Московску духовну академију завршава успешном одбраном тезе "Антропологија Јеховиних сведока и Адвентиста седмога дана" 2000. године. Ова теза је касније објављена и као посебна књига. Следеће, 2001. године бива рукоположен за свештеника. 
2006. године гради малу дрвену цркву посвећену светом апостолу Томи, где наставља свој мисионарски рад међу својим парохијанима у Москви. Сваког четвртка је држао беседе на основу Библије, једне главе из Старог и једне из Новог завета, у светлу светоотачког учења. На основу неких од ових беседа настала је и књига "Беседа на књигу "Песма над песмама"".

#### Мисионарски рад
Осим у Москви, свој рад отац Данил Сисојев је проширио и међу муслиманима, протестантима, старообредницима и верницима цркава које су у расколу. 
Међу муслиманима је износио учења православне цркве гостујући на неколико дискусија на које су га они сами позивали. На једној од њих, у Египту је дебатовао са муфтијама пред телевизијским гледаоцима. 
У Киргизији је одлазио на скупове протестантских заједница где је, на основу Светог Писма бранио учења Православне цркве. Имао је доста успеха и међу обичним верницима, али и пасторима. 
Отац Данил је био први, и чини се једини свештеник који је редовно одржавао богослужења на татарском језику,на којем је својим новцем штампао молитвенике. 
По благослову патријарха Алексеја II, свештеник Данил је основао школу за православне мисионаре, а истовремено предаје мисиологију у Николо-Перевинској духовној академији.
Помаже многе православне мисионарске организације, али и изградњу православног храма у Индонезији.
У Србији је идејни оснивач мисионарске организације Сведок верни.

#### Путовања
Свештеник Сисојев је током свог мисионарског рада путовао у:
- Египат
- Татарстан
- Киргизију
- Србију
- Македонију

### Смрт
Четири године пре смрти отац Данил Сисојев је почео да добија претеће поруке због свог мисионарења међу муслиманима од представника радикалних исламиста. Пола године пре убиства против њега је поднета тужба за распаљивање међурелигиозне и међунационалне мржње од стране муслиманске новинарке Халиде Хамидулине. Међутим, Тужилаштво је одбило да покрене поступак. Након овог догађаја међу муслиманима је кроз медије покренута кампања против оца Данила.
Убијен је увече, касно, 19. новембра 2009 године, у цркви апостола Томе, у којој је завршавао своје дневне обавезе, из непосредне близине. Маскирани убица је ушао у цркву узвикујући свештениково име. Отац Данил је изашао испред убице, који је пуцао у њега. Одвезен је у болницу, али је убрзо преминуо. У овом догађају рањен је и диригент хора Владимир Стрелбицки.